# Soufiane Bencok
Soufiane El Marnissi, plus connu sous le pseudonyme de Soufiane Bencok  ou Bencok, est multiple champion du monde de football freestyle et de street soccer.
Il est l'un des rares athlètes à avoir gagné plusieurs compétitions au niveau international dans ces deux disciplines. Il a notamment remporté six fois le championnat de Belgique du Red Bull Street Style et il est également deux fois champion d’Europe et trois fois champion du monde de Panna (petit pont).

## Biographie
Soufiane El Marnissi, né le 23 octobre 1990  à  Saint-Josse-ten-Noode en Belgique, est plus connu sous le pseudonyme de Soufiane Bencok  ou Bencok. Originaire de Bruxelles, il est le deuxième d'une fratrie de cinq enfants. Ses parents sont tous deux originaires du Maroc. Son grand-père occupe une place particulière dans son cœur car ce dernier l'a toujours soutenu et encouragé dans son art.
A la base Soufiane est passionné par la gymnastique et le breakdance mais c'est au début des années 2000 que son grand frère Mohamed, surnommé le bourlingueur de Morlanwelz, l'a initié à l'art du ballon rond en lui faisant découvrir les vidéos du freestyleur Soufiane Touzani.
Comme beaucoup de jeunes, le football est un sport que Bencok a pratiqué dès le plus jeune âge. En amateur dans un premier temps, il s'entrainera jusqu'à atteindre la première division de futsal belge avec l'équipe du futsal Morlanwelz. Il finira sa carrière de futsal en France, plus précisément à Aix-en-Provence, en 2013, au sein du Pays d'Aix Mistrals Futsal.
Grâce à son expérience en tant que footballeur et sa passion pour la danse, Bencok s'est naturellement plongé dans l'univers du football freestyle. Pour lui, le freestyle n'est pas du football à proprement parler. Il s'agit en réalité de mettre en avant la beauté du football, la technique, la performance et la créativité, tout en exécutant des mouvements de breakdance ou d'autres danses telles que le popping.
Son travail lui a permis de se propulser sur le devant de la scène internationale lors de compétitions et d'évènements sportifs à travers le monde. Ces voyages, notamment ceux au Japon, façonneront sa personnalité et son ouverture d'esprit.
Sa renommée lui a permis de rencontrer ou d'affronter en duel de nombreux footballeurs professionnels tels que Paul Pogba, Michy Batshuayi, Lilian Thuram, Jay-Jay Okocha, Patrice Evra, Mendieta, Alvaro Morata ou encore Edgar Davids. Bencok et l'international hollandais ont collaboré durant de nombreuses années pour la promotion de la marque "Monta Street".
Actuellement, Soufiane essaie de mettre en avant le freestyle et le street soccer auprès des jeunes. Il considère que cet art doit être partagé et qu'il faut permettre aux plus jeunes de se construire un avenir dans cette discipline en pleine expansion.

## Palmarès
| Année | Compétition                       | Titre                  | Lieu        | Echelle       | Discipline |
| ----- | --------------------------------- | ---------------------- | ----------- | ------------- | ---------- |
| 2005  | Panna Knockout                    | Champion de Belgique   | Belgique    | Nationale     | Panna      |
| 2006  | Panna Knockout                    | Champion de Belgique   | Belgique    | Nationale     | Panna      |
| 2007  | Panna Streetz                     | Champion de Belgique   | Belgique    | Nationale     | Panna      |
| 2009  | Red Bull Street Style             | Champion de Belgique   | Belgique    | Nationale     | Freestyle  |
| 2012  | Red Bull Street Style             | Champion de Belgique   | Belgique    | Nationale     | Freestyle  |
| 2012  | Electrabel (Engie) Street Heroes  | Champion de Belgique   | Belgique    | Nationale     | Panna      |
| 2012  | Red Bull Street Style World Final | Top 8                  | Italie      | International | Freestyle  |
| 2012  | SuperBall Double Routine          | Vice-Champion du monde | Tchéquie    | International | Freestyle  |
| 2013  | Red Bull Street Style             | Champion de Belgique   | Belgique    | National      | Freestyle  |
| 2013  | International Footstyle Battle    | Champion du monde      | France      | International | Freestyle  |
| 2013  | Red Bull Street Style             | Top 8                  | Japon       | International | Freestyle  |
| 2013  | Superball Solo Routine            | Vice-Champion du monde | Tchéquie    | International | Freestyle  |
| 2013  | European Street Cup Panna         | Champion d'Europe      | Danemark    | Europe        | Panna      |
| 2014  | Red Bull Street Style             | Champion de Belgique   | Belgique    | National      | Freestyle  |
| 2014  | European Street Cup Panna         | Champion d'Europe      | Belgique    | Europe        | Panna      |
| 2014  | Red Bull Street Style             | Top 4 mondial          | Brésil      | International | Freestyle  |
| 2015  | Superball Panna                   | Champion du monde      | Tchéquie    | International | Panna      |
| 2015  | Superball Routine solo            | Vice-Champion du monde | Tchéquie    | International | Freestyle  |
| 2015  | Superball Double routine          | Vice-Champion du monde | Tchéquie    | International | Freestyle  |
| 2016  | Red Bull Street Style             | Champion de Belgique   | Belgique    | National      | Freestyle  |
| 2016  | Panna House World Final           | Champion du monde      | Danemark    | International | Panna      |
| 2016  | Red Bull Street Style World Final | Top 16 mondial         | Royaume-Uni | International | Freestyle  |
| 2018  | Superball Panna                   | Champion du monde      | Tchéquie    | International | Panna      |
| 2019  | Happy New Year Break              | Vice-Champion du monde | France      | International | Freestyle  |
| 2020  | Engie Street Heroes               | Champion de Belgique   | Belgique    | National      | Panna      |
| 2020  | Red Bull Street Style             | Champion de Belgique   | Belgique    | National      | Freestyle  |
| 2023  | Red Bull Street Style             | Top 8 mondial          | Belgique    | International | Freestyle  |

## Quelques apparitions de Soufiane Bencok

### Jeux vidéos
Soufiane Bencok est fan de jeux vidéos et plus précisément du jeu FIFA développé par EA Sports. Il réalisera son rêve en servant de modèle (capture motion) pour le célèbre jeu FIFA Street dans lequel il disposera même de son propre personnage.
Son personnage est également présent dans le jeu de freestyle "Street Power Soccer".

### Concerts
Bencok a pu faire découvrir son talent sur scène durant la tournée de concerts 2019-2020 du chanteur Jul. Il a reproduit des gestes techniques inédits en plein concert pendant que le rappeur de Marseille chantait ses titres dans une salle comble.
Lors de la dernière montée sur scène, sur demande de Jul, ils se permettront même de faire le show en claquettes chaussettes.
Bencok a pu faire redécouvrir son talent de freestyleur au devant de la scène lors du concert de Jul au Vélodrome a Marseille le 4 juin 2022.

### Shows
Il se produira aux quatre coins du monde pour effectuer des shows et prestations toujours plus impressionnants les uns que les autres, notamment en Russie, Ukraine, Japon, France en passant par l'Italie ou encore les Etats-Unis.

## LeBencokStyle
Exemples de gestes techniques développés par Soufiane Bencok :
- Bencok Panna
- Bencok Aka
- Le HandTrick
- Bencok Twist
- Le MouseTrap